# Déchet de faible et moyenne activité et à vie courte
 (avril 2024).
Si vous disposez d'ouvrages ou d'articles de référence ou si vous connaissez des sites web de qualité traitant du thème abordé ici, merci de compléter l'article en donnant les références utiles à sa vérifiabilité et en les liant à la section « Notes et références ».
Les déchets de faible et moyenne activité et à vie courte (FMA-VC) sont une catégorie de déchets de faible et moyenne activité définie par [Qui ?].